# گورستان بردش
قبرستان بردش مربوط به عصر برنز II , I - عصر آهن دو است و در شهرستان بوکان، بخش سیمینه، دهستان آختاچی شرقی، جنوب شرقی روستای ملالر واقع شده و این اثر در تاریخ ۷ اسفند ۱۳۸۵ با شمارهٔ ثبت ۱۷۶۲۱ به‌عنوان یکی از آثار ملی ایران به ثبت رسیده است.